# Виндерман, Абрам Иосифович
Абрам Иосифович Виндерман (08.06.1922 — 19.04.2001, Москва) — советский шашечный деятель. Известен как шашист (русские и международные шашки), судья, тренер, спортивный журналист, шашечный композитор, деятель шашечного движения. Заслуженный тренер СССР (1967), мастер спорта СССР, международный арбитр.
Участник первого Чемпионата СССР по международным шашкам среди мужчин в 1954 году.
Среди учеников — Голиков, Юрий Викторович — советский, затем узбекский, затем российский шашечный композитор, судья и организатор соревнований по шашечной композиции